# 格林維尤 (伊利諾伊州)
格林維尤（英語：Greenview）是位於美國伊利諾伊州默納德縣的一個村落。

## 地理
格林維尤的座標為40°05′02″N 89°44′25″W / 40.08389°N 89.74028°W，而該地最高點為海拔高度165米（即541英尺）。

## 人口
根據2010年美國人口普查的數據，格林維尤的面積為2.20平方千米，當中陸地面積為2.20平方千米，而水域面積為0.00平方千米。當地共有人口778人，而人口密度為每平方千米353人。